# Menander pelidna
Menander pelidna är en fjärilsart som beskrevs av Jacob Hübner 1816. Menander pelidna ingår i släktet Menander och familjen Riodinidae. Inga underarter finns listade i Catalogue of Life.